# Fahrenwalde
Fahrenwalde er en by og kommune i det nordøstlige Tyskland, beliggende i Amt Uecker-Randow-Tal i den sydøstlige del af Landkreis Vorpommern-Greifswald. Landkreis Vorpommern-Greifswald ligger i delstaten Mecklenburg-Vorpommern.

## Geografi
Kommunen er beliggende ved delstatsgrænsen til Brandenburg mod syd, på en høj, der mod nordøst falder mod Randowdalen. Omgivelserne mellem byerne Pasewalk og den mindre Brüssow er bakket, med højder op til 99 moh. Mellem hovedbyen Fahrenwalde og landsbyerne Bröllin og den mod nordøstliggende Friedrichshof, ligger flere småsøer blandt andre „Ziegeleipfuhl“ og „Kleiner Roetpfuhl“.
I den nordlige del af kommunen findes Schloss Bröllin, hvis historie går tilbage til 1233.
Øst for kommunen passerer motorvejen A 20 (Ostseeautobahn).

## Eksterne kilder og henvisninger
- Wikimedia Commons har flere filer relateret til Fahrenwalde
- Kommunens side Arkiveret 1. juli 2017 hos  Wayback Machine på amtets websted
- Befolkningsstatistik mm Arkiveret 16. februar 2016 hos  Wayback Machine